# Poincy
Poincy é uma comuna francesa localizada na região administrativa da Île-de-France, no departamento Sena e Marne. A comuna possui 591 habitantes, segundo o censo de 1990.